# Liste der südafrikanischen Botschafter in Kasachstan
Die folgende Liste gibt die Botschafter der Republik Südafrika in der Republik Kasachstan wieder. Der Botschafter in Astana ist auch in der Republik Turkmenistan (in Aşgabat), der Republik Kirgisistan (in Bischkek) und der Republik Tadschikistan (in Duschanbe) akkreditiert.

## Amtssitz
Die Botschaft befindet sich in Astana, im Kaskad Business Centre (Kabanbai batyra 6/1, 17th Floor).

## Geschichte
Die südafrikanische und die kasachische Regierung nahmen 1992 diplomatische Beziehungen auf, nachdem letztere nach dem Zerfall der Sowjetunion mit 16. Dezember 1991 unabhängig wurde. Amtssitz war die Südafrikanische Botschaft in Moskau.
1996–1997 war die Botschaft in der Hauptstadt von Kasachstan, Almaty, mit einem Geschäftsträger (Chargé d’affaires), dann war wieder Moskau Amtssitz.
Im Jahr 1992 wurden auch die Beziehungen mit der turkmenischen, kirgisischen und tadschikischen Regierung aufgenommen. Der diplomatische Repräsentant in diese Länder wurde erst 1999 bestellt und war der Botschafter in Ankara. Diese Länder haben aber keinen Botschafter in Pretoria akkreditiert.
Nach einer unbesetzten Zeit ist seit 2012 wieder ein Botschafter für die vier Länder im Amt.

## Liste der Botschafter
| Ernannt       | Botschafter                 | Bemerkungen | Staatspräsident von Südafrika | Regierung von Kasachstan               | Posten verlassen |
| ------------- | --------------------------- | --- | ----------------------------- | -------------------------------------- | ---------------- |
| Feb. 1992     | Gerrit Olivier              | Sitz in Moskau; ab 1991 erster südafrikanischer Botschafter in der Sowjetunion, dann in der Russischen Föderation | Frederik Willem de Klerk      | Sergei Alexandrowitsch Tereschtschenko |                  |
| 1996          | Bernardo Liebenberg Moolman | Geschäftsträger in Almaty                                                                                         | Nelson Mandela                | Akeschan Kaschegeldin                  |                  |
| 8. Nov. 2005  | Bheki Winston Joshua Langa  | Botschafter in Russland und der Ukraine, Sitz in Moskau                                                           | Thabo Mbeki                   | Danial Achmetow                        | 2010             |
| 25. Apr. 2012 | Shirish Manaclal Soni       | | Jacob Zuma                    | Serik Achmetow                         |                  |